# Jorge Gibert Galassi
Jorge Gibert Galassi (Valparaíso, 1965) es un sociólogo chileno especializado en Sociología de la Ciencia, Desarrollo, Filosofía de la Ciencia Social y Teoría Sociológica.

## Biografía
Profesor titular de la Facultad de Ciencias Económicas y Administrativas de la Universidad de Valparaíso. Estudió la licenciatura en Sociología en la Facultad de Filosofía, Humanidades y Educación de la Universidad de Chile. En el año 2003 obtuvo un Doctorado en Filosofía en la misma universidad.
Desde 1993 ha ocupado el cargo de profesor en varias universidades chilenas, tales como la Universidad Católica Silva Henríquez, la Universidad de La Frontera, la Universidad de Viña del Mar y la Universidad de Santiago de Chile. También ha impartido cátedras en la Universidad Nacional de Cuyo y la Universidad de Concepción. Ha sido investigador visitante en el Instituto de Investigaciones Filosóficas de la Universidad Autónoma de México, el Departamento de Sociología de la Universidad de Cambridge y la Escuela de Graduados en Educación de la Universidad de Stanford, bajo la supervisión de Walter Powell. Como investigador ha sido subsidiado por la Comisión Nacional de Investigación Científica y Tecnológica de Chile y el Consejo Latinoamericano de Ciencias Sociales en Argentina.
Sus áreas de trabajo cubren un amplio espectro de disciplinas, desde la Filosofía hasta la Sociología Económica. Su especialización es la Filosofía de la Ciencia Social y la Teoría Sociológica, desde la óptica del realismo y la Sociología Analítica. Actualmente trabaja temas de Sociología de la Ciencia y Desarrollo Económico. 
Formó parte de la directiva de la Asociación Latinoamericana de Estudios Sociales de la Ciencia y la Tecnología (ESOCITE) entre 2016 y 2018. Participa en los comités de las revistas especializadas Cinta de Moebio y Tapuya-Latin American Science, Technology and Society.

## Publicaciones

### Libros
- "Ciencia, tecnología y sociedad en América Latina". RIL Editores, 2017 (con Andrés Gómez y Ronald Cancino).
- "Diccionario de Epistemología (enlace roto disponible en Internet Archive; véase el historial, la primera versión y la última).". RIL Editores, 2016 (con Edison Otero)
- "Epistemología de las ciencias sociales. Una visión internalista". Escaparate Editores, 2012.
- "La conexión libertad – determinismo. Una reconstrucción filosófica de las ciencias sociales (enlace roto disponible en Internet Archive; véase el historial, la primera versión y la última).". RIL Editores, 2006.

### Artículos
- 2017: El capital informacional como inclusión digital: Un estudio exploratorio (con Paola Espina). Revista Psicología, Conocimiento y Sociedad, (SCIELO).
- 2017: La redefinición de las identidades de los cientistas sociales latinoamericanos: ¿hacia un nuevo colonialismo intelectual? Revista Latinoamericana de Educación Inclusiva, vol. 11, N° 1, 35-55. (SCIELO).
- 2016: Conversatorio ciencia, tecnología y sociedad en América Latina. Desafíos de políticas de ciencia, tecnología e innovación (con Hebe Vessuri, Rosalba casas, Pablo Kreimer, Ronald Cancino y Andrés Gómez). Revista de Ciencias Sociales y Humanidades – Fronteras, Vol. 3 N° 1 (149-176).
- 2015: Perspectivismo y verdad en sociología: Bourdieu y Giddens Archivado el 29 de julio de 2016 en Wayback Machine.. Cinta de Moebio, N° 52 marzo (69-78) (SCIELO).
- 2014: Sobre estadísticas de citas a trabajos científicos (con Pablo Kittl). INTERCIENCIA Revista de ciencia y tecnología de América, Vol. 39, N° 5 (357-360) WOS: 000337860200012 (ISI-Thomson)
- 2008: El principio socioantrópico: La conexión libertad-determinismo y una nueva estructura explicativa para las ciencias sociales. Principia - Revista Internacional de Epistemología, Universidad Federal Santa Catarina, Brasil. Vol. XII, No. 1 (1-33)
- 2007: Epistemología, ciencias sociales e historia. Boletín de Historia y Geografía N° 20 (21-51)
- 2006: Los presupuestos de la explicación en ciencias sociales: Alfred Schütz. Revista de Ciencias sociales N°17, (4-21).
- 2006: La complejidad en ciencias sociales: ¿tema matemático, filosófico, científico o jerga posmoderna? Revista Integra N° 10 (67-75).
- 2005: Formalismo, sistemismo y explicación. En Cinta de Moebio, N° 22.
- 1999: El problema de la explicación en el suicidio de Durkheim Archivado el 25 de agosto de 2018 en Wayback Machine.. Revista Austral de Ciencias Sociales, N° 3 (5-20).
- 1999: Determinismo y libre albedrío en ciencias sociales. En Cinta de Moebio, N° 6.
- 1989: La especificidad cultural latinoamericana. Revista Nueva Sociedad. N.º 99 (116-127), Caracas-Venezuela. (Premio IV Certamen Latinoamericano de Ensayo Político).

### Capítulos de libros
- 2017: “El rol de los intelectuales en el cambio político boliviano (2000-2009)” (193-237). En Bolivia hoy: ¿una democracia poscolonial o anticolonial?; Juan Carlos Gómez L. (Ed.). Editorial Escaparate: Concepción-Chile. ISBN 978-956-9065-90-3.
- 2014: “La perspectiva del realismo en las ciencias sociales” (103-124). En Epistemología y ciencias sociales: Ensayos latinoamericanos, Francisco Osorio (Ed.) LOM: Santiago de Chile ISBN 978-956-00-0490-1.
- 2014: “Redes complejas: un caso de estudio sobre la colaboración científica” (177-210), en coautoría con J. Cárdenas, G. Olivares, F. Cabrera, R. Alfaro, D. Goya, H. Samaniego y A. Palacios. En Las rutas de la complejidad; E. Bustos, P. Marquet & A. Palacios (eds.), Ediciones ISCV y Ediciones Universitarias de Valparaíso, Valparaíso ISBN 978-956-9478-00-0.
- 2013: “Panorama de la estructura y dinámica de la comunidad científica en Chile” (p. 39-62). En Estudios de ciencia, tecnología y sociedad en América Latina. Balances y perspectivas; Gloria Baigorrotegui; Silvia Jiménez y Martha Palacio (editoras), Fondo Editorial ITM: Medellín ISBN 978-958-8743-39-4..

### Videos
- «Ministerio de Ciencia y Tecnología – CIENCIA CON PROPÓSITO».
- «VIII Encuentro de la AFHIC: Para una historia social de la ciencia en América Latina. El caso de la investigación universitaria en Chile – Octubre 2012».
- «Instituto de Sistemas Complejos de la Universidad de Valparaíso: Seminario ¿Cómo funciona la ciencia?».